# Deuxième chambre civile de la Cour de cassation française
La deuxième chambre civile de la Cour de cassation française est une formation de cette juridiction particulièrement compétente en matière de procédure civile et voies d'exécution, de responsabilité civile délictuelle, de droit des assurances, d'indemnisation dans certains contentieux spécifiques (accidents de la circulation, contamination des transfusés, victimes de l'amiante, victimes d'infractions), de surendettement des particuliers et du contentieux de la sécurité sociale

## Compétence et organisation
La deuxième chambre civile est composée de trois sections d'instruction et de jugement.

### Section «Droit commun»
Les attributions de cette section sont les suivantes :
- Responsabilité civile délictuelle
- Accidents de la circulation
- Assurances terrestres et de la navigation de plaisance (à l’exception de l’assurance construction)
- Surendettement des particuliers
- Législation concernant les rapatriés
- Pourvois électoraux, sauf en ce qui concerne les élections professionnelles internes à l'entreprise
- Législation concernant les pupilles de la Nation
- Indemnisation des transfusés et hémophiles contaminés par le VIH
- Pourvois formés contre les arrêts de cours d’appel dans lesquels le fonds d’indemnisation des victimes de l’amiante est partie
- Indemnisation de certaines victimes de dommages corporels résultant d'une infraction (article 706-3 du code de procédure pénale)

### Section «Procédure»
Les attributions de cette section sont les suivantes :
- Procédure civile générale
- Voies d'exécution
- Tarifs des auxiliaires de justice (huissiers de justice, notaires)
- Honoraires d'avocats
- Demandes de renvoi pour cause de suspicion légitime
- Experts judiciaires (inscription sur les listes)

### Section «Sécurité sociale»
Les attributions de cette section sont les litiges concernant la Sécurité sociale (dont les accidents du travail et les prestations familiales).

## Photographies
La salle d'audience a été inaugurée dans le courant des années 1970. Elle présente un symbolisme lié à la franc-maçonnerie : quatre colonnes représentant le Temple de Salomon ou le Temple d'Hiram (non finies afin d'inviter les initiés à contribuer à leur édification), sur l’estrade présidentielle trois fauteuils de tailles différentes donnant à penser à un perfectionnement de l'institution, une tapisserie d'un artiste qui a apposé près de sa signature un symbole maçonnique, un plafond qui permet d'imaginer les symboles de l'équerre et du compas entremêlés :

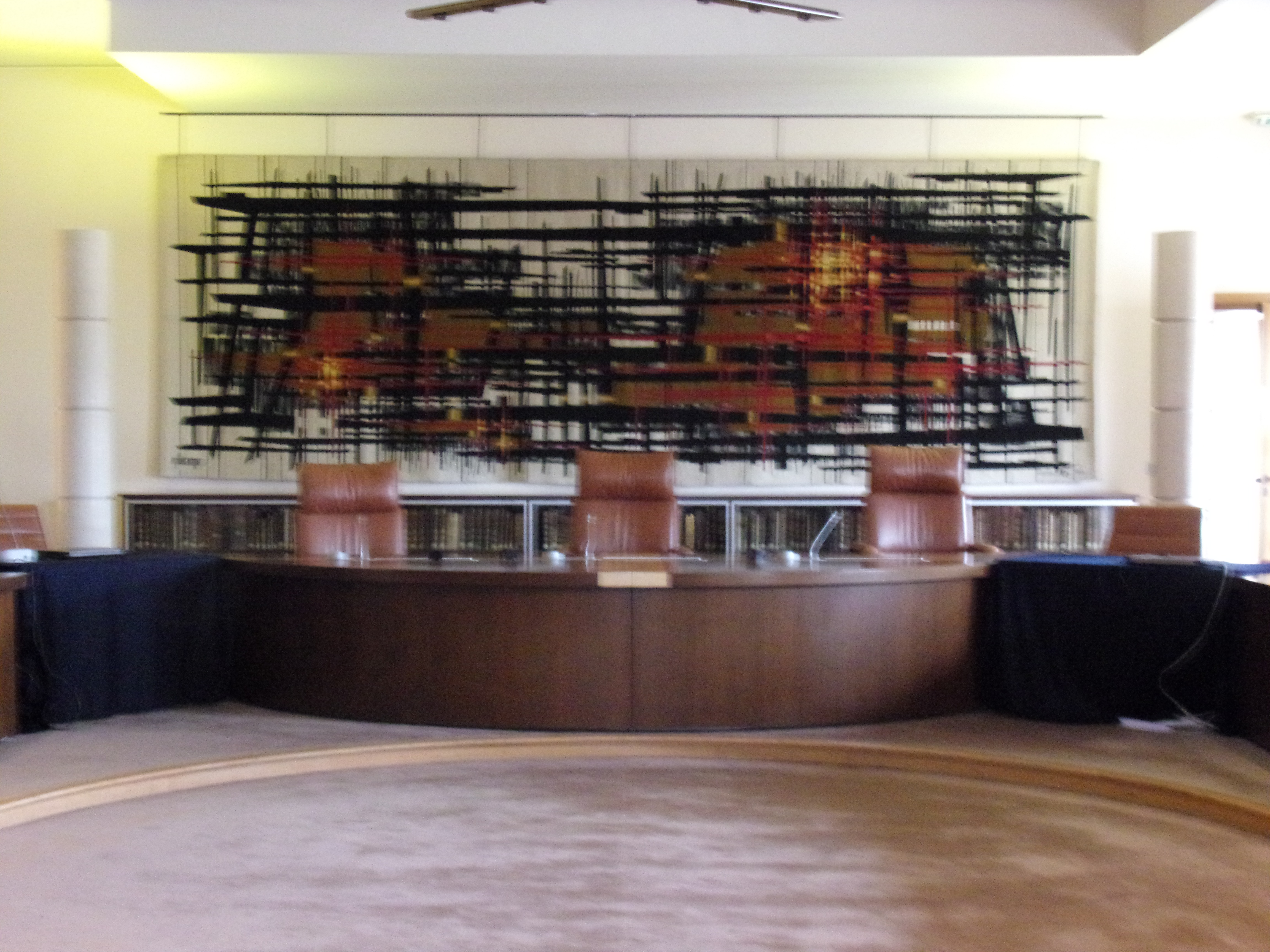
L'estrade du président de chambre, du président de section et du doyen.
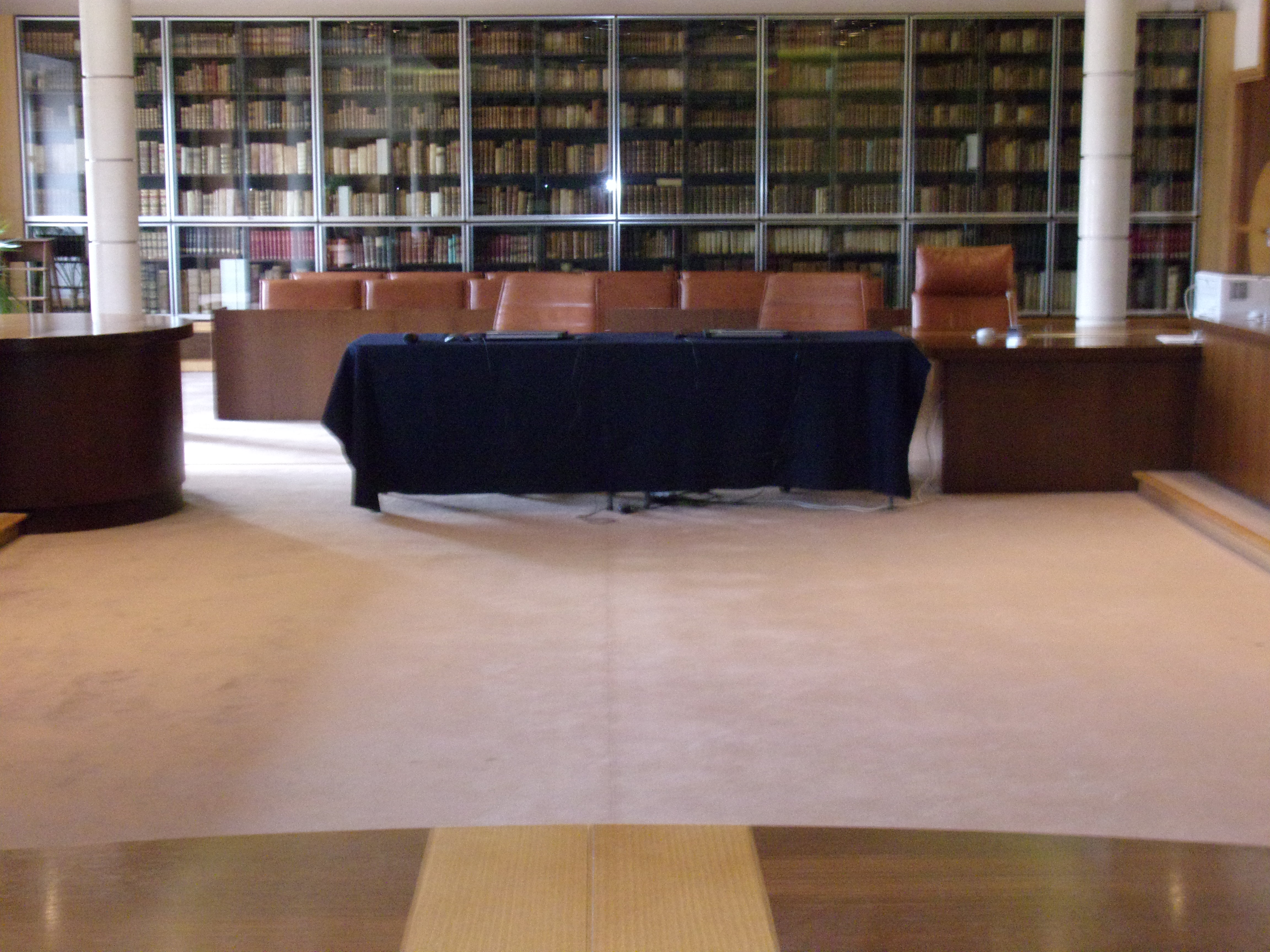
La salle d'audience vue depuis le siège du président de chambre.
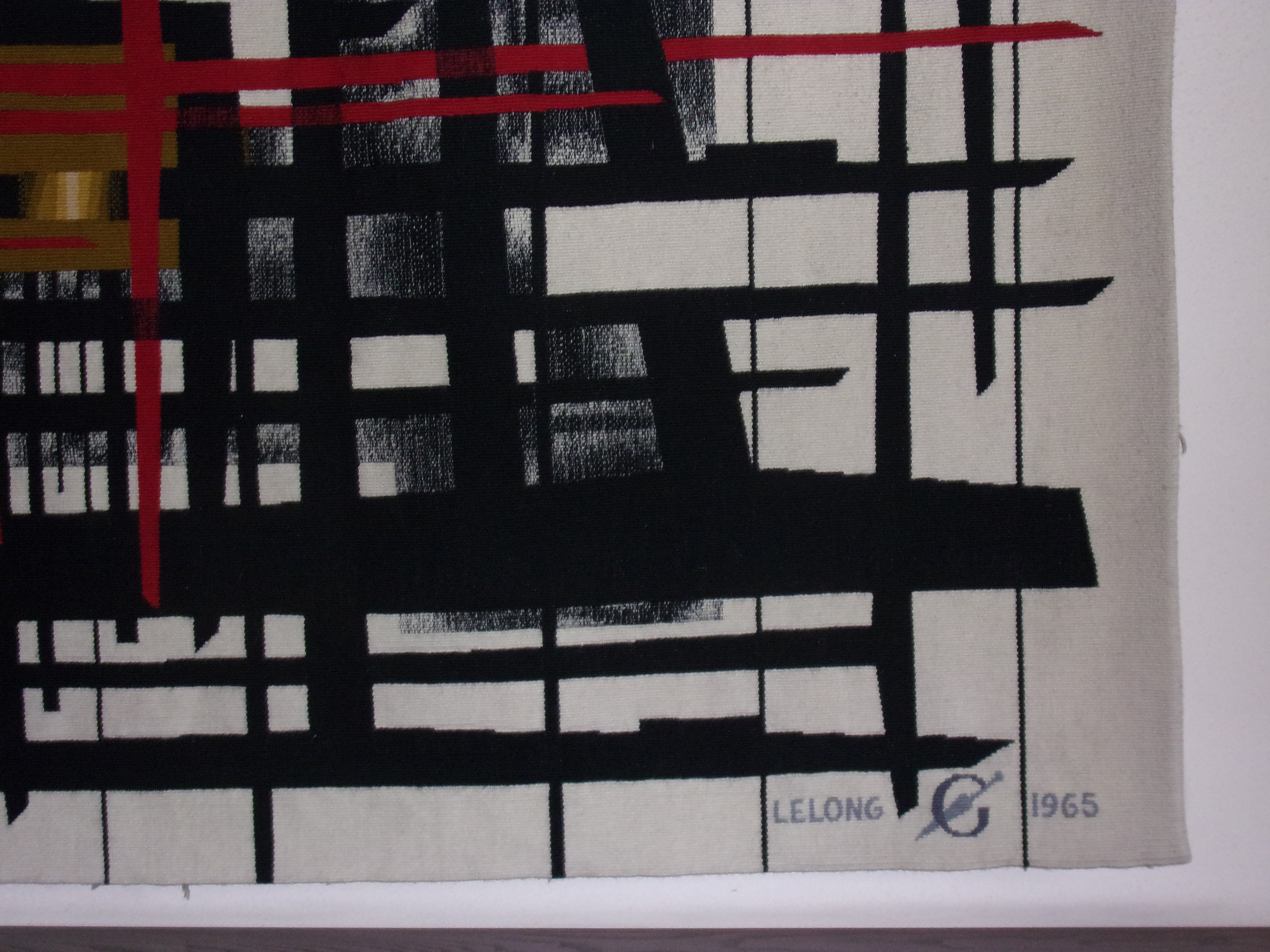
Détail de la tapisserie située en fond de salle.
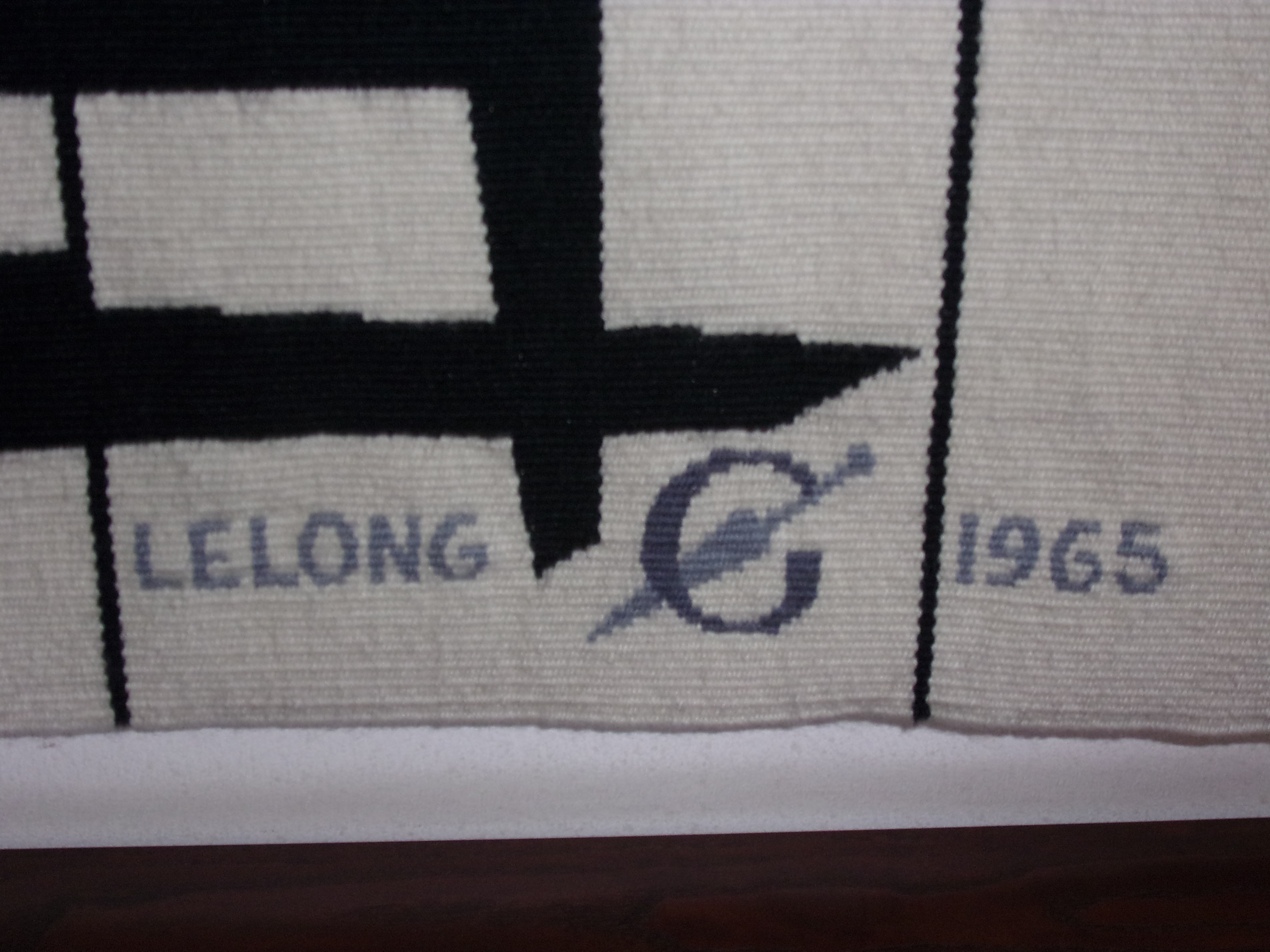
Détail de la tapisserie située en fond de salle.
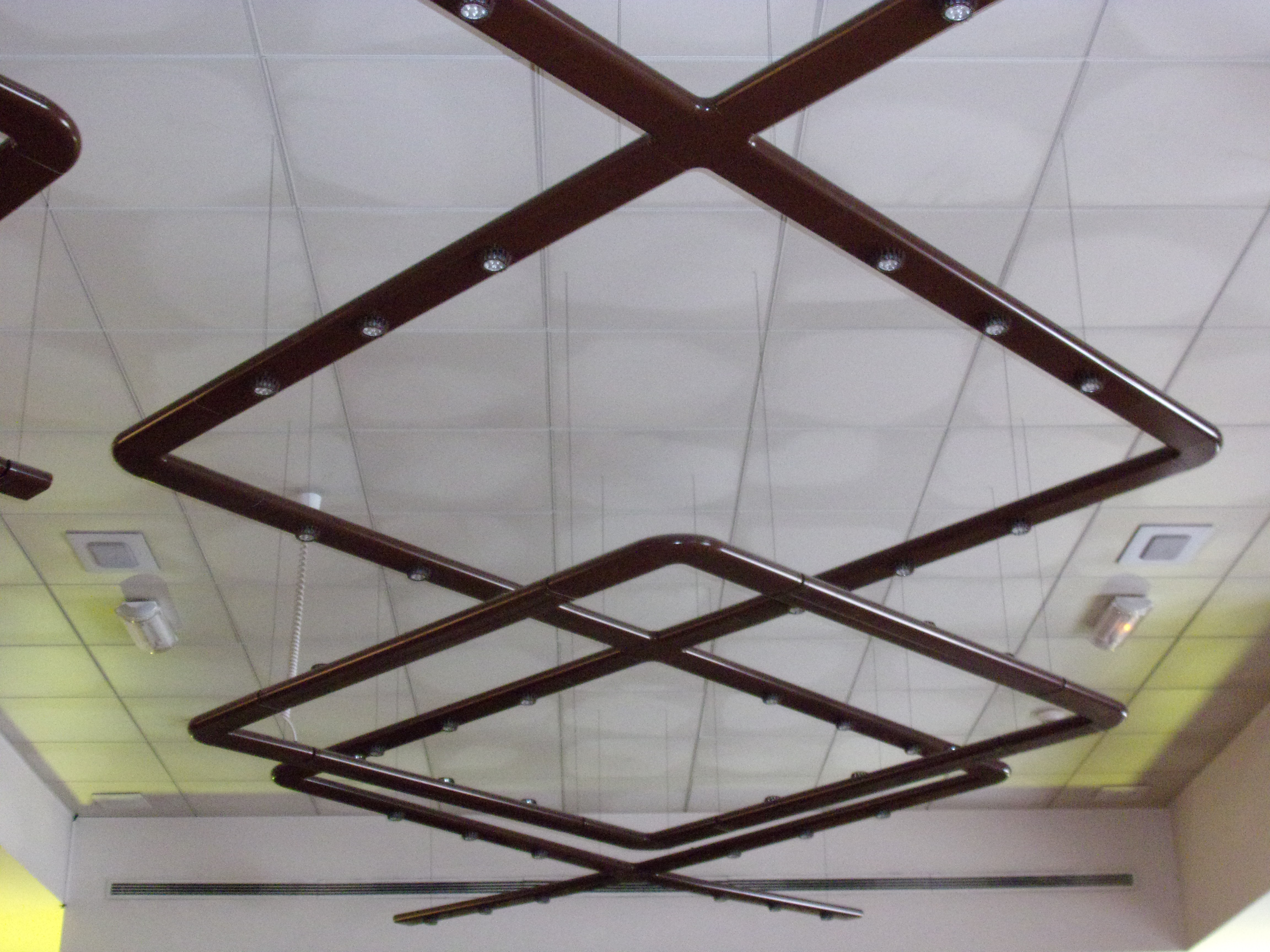
Le plafond de la salle d'audience.